# テスラコイル

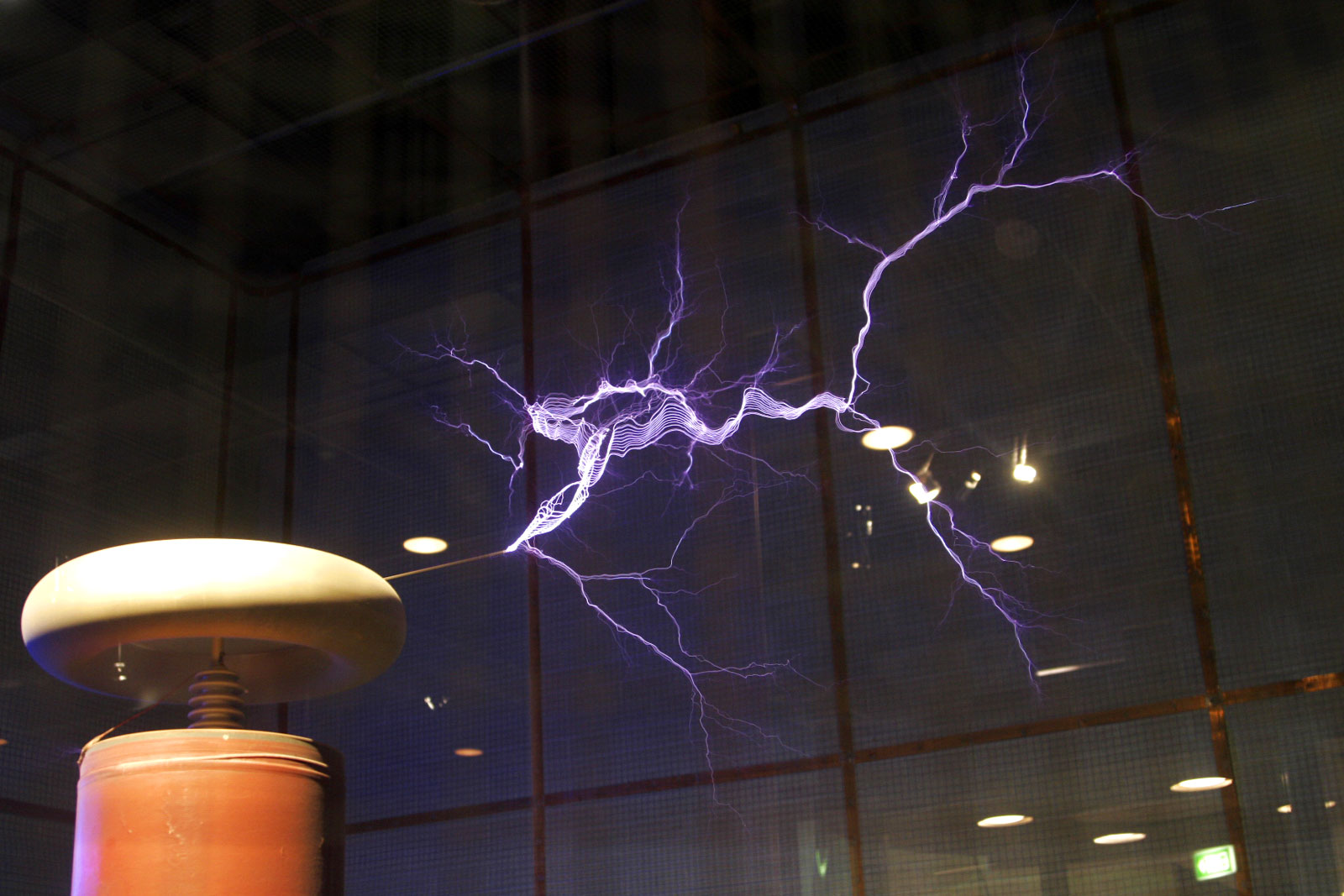

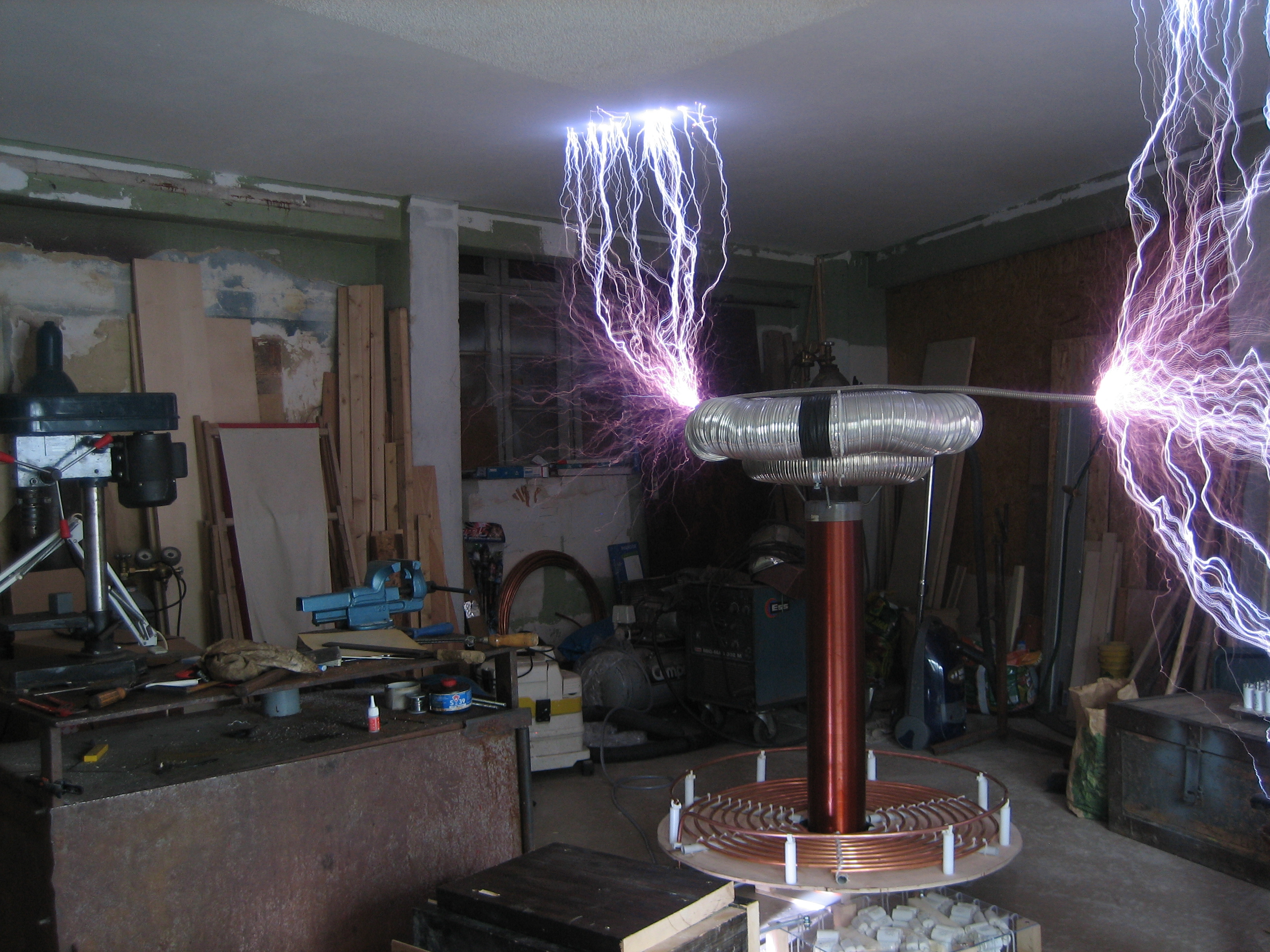

テスラコイル（英語: Tesla coil）は、高周波・高電圧を発生させる共振変圧器である。ニコラ・テスラによって考案された。
ニコラ・テスラによって考案されたものは、空芯式共振コイルとスパークギャップを用い、二次コイルの共振を利用して高周波・高電圧を発生させるものである。スパークギャップとコイル体からなり、コイル体は巻数の少ない一次コイルと多数巻き上げた空心の二次コイル、そして放電極である容量球から出来上がっている。容量球の大小により二次コイルの共振周波数を調整する。浮遊容量による影響が大きく、強力な放電をさせようとした場合の再現性が悪いことから不明な点の多いコイルとされる。テスラコイルの改良型として、半導体駆動回路を使用したSSTC（Solid State Tesla Coil）や共振コイルを別に設けて昇圧するマグニファイヤーなどがある。

## テスラコイルの高圧発生原理

### 二次コイル上に発生する進行波

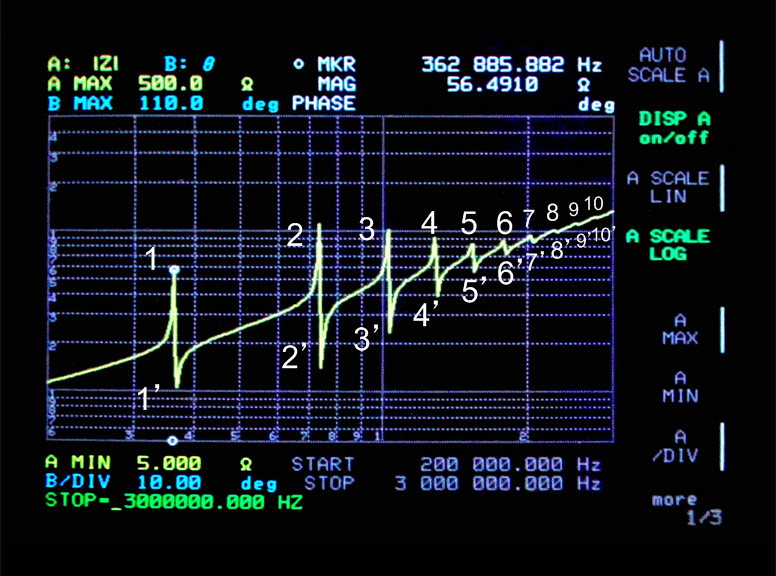
二次コイル上に見られるたくさんの共振周波数

テスラコイルにおいては二次コイルの巻線間に発生する寄生容量と二次コイルのインダクタンスとが分布定数状になっているために遅延回路が形成されている。このためスパークギャップ式においては二次コイル上に多くの定在波が混在している。これは、二次コイルの一次コイル近傍部（結合部）から放電極（放電球）に向かって時間遅れを伴う進行波が存在するためであり、この進行波が放電極と結合部との間で反射を繰り返して共振する。この共振モードは1/4λの共振モードを基本として多数存在するのでテスラコイルの二次コイルには多数の定在波(1'，2'，3'，…)が混在した状態となっている。また一次コイルと二次コイルとの間の結合は疎結合であるが、二次側容量成分と共振させることで密な結合(磁界調相結合)が働いている。この磁界調相結合は1'，2'，3'，…の周波数で発生する。SSTCにおいては1'の周波数(1/4λの共振モード)で駆動することにより効率的で強力な放電が得られる。

### 共振変圧器の原理に基づく昇圧

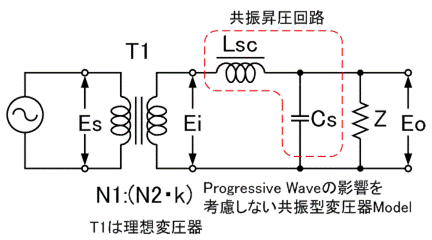
共振変圧器 簡易等価回路
Z：放電インピーダンス、Cs：容量球の寄生容量、Ls：短絡インダクタンス

大きな巻線比（変成比）のトランスによって高電圧を得ようとした場合、一次-二次コイル間の絶縁の都合上、また、コイルの構造上、結合係数は低くならざるを得ない。そのため、一般に一次コイルと二次コイルとに鎖交する相互磁束(主磁束)を形成することが困難で、漏れインダクタンスが大きくなるとともに相互インダクタンスが小さくなり過ぎて電力の伝達が悪くなる。一方、トランスの二次コイルに電流が流れるとそれによって磁界が発生するが、二次側の系が共振状態にあるときは、二次コイルには反共振（並列共振 1）と共振（直列共振 1'）が対になって現れる。このうちの共振周波数（直列共振周波数 1'）で一次コイルを駆動すると一次側回路側の誘導性インピーダンスが激減し、二次コイルの共振電流が発生する磁界と一次コイルが発生する磁束の磁界の位相が同期して磁界調相の状態になる。これは一次コイルの発生する磁束が二次コイルに引き込まれて一次-二次間に非常に強い結合が生じる現象であり、この状態になると相互磁束(主磁束)が大幅に増加し、鉄心などにより磁束を閉じ込める工夫をすること無く高い結合効果を得ることが出来る。すなわち一次コイルに与える電圧の周波数が二次側系の共振周波数であれば、本来トランスは単に一次、二次のコイルを適当に近くに設置した程度の状態でも効率よく電力が伝達できる。また、短絡インダクタンスLsと二次側浮遊容量Csとの共振で起きる磁界調相結合によって昇圧効果も期待できる。テスラコイルでは一次側に与えるこの共振周波数の交流電圧を得るために回転型Gapを用いる。この回転型Gapによって火花放電のインパルス電流を発生させ、広帯域の交流を共振回路に与えて振動させている。また、回転型Gapの回転数を調整することにより一次コイルに与える周波数の調整を実現している。

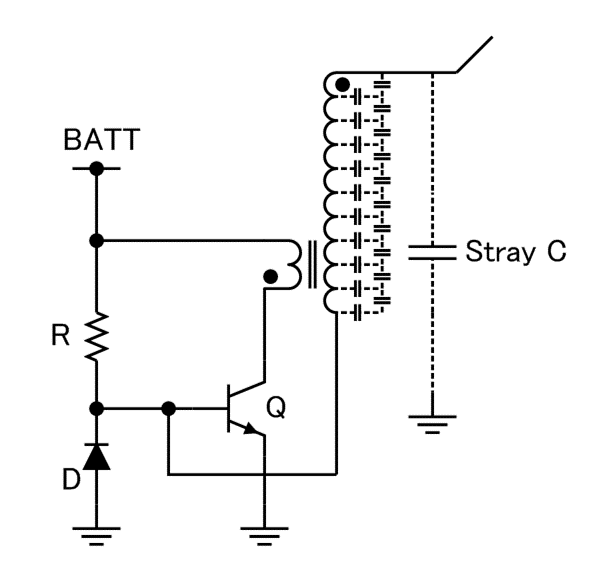
最もシンプルな[https://www.google.co.jp/search?q=slayer%E3%80%80exciter&client=firefox-b&dcr=0&tbm=isch&tbo=u&source=univ&sa=X&ved=0ahUKEwj2w9GpvuDZAhWLopQKHYAIB4wQsAQIKg&biw=1264&bih=846 電流共振駆動のSSTC

尚、テスラコイルでは共振要素の相当部分が浮遊容量なので共振周波数が不安定であり、設置状況などにより周波数を調整する必要がある。この欠点を克服するため、SSTCでは二次コイルのGND側に発生するコイル電流の位相をもとに一次コイルを駆動する方法(電流共振駆動)を行って放電効果を安定化させている。

### 解析
テスラコイルにおいては進行波と共振変圧器の原理の両方が働いていると考えられるが、二次コイルの分布定数性までを考慮して扱うことが困難な場合、これを集中定数として扱ってもほぼ近い解が得られる。

## テスラコイルに関する情報および写真

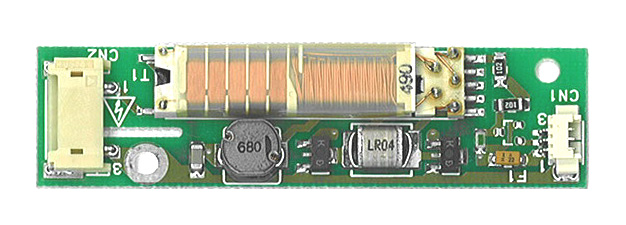
超小型のテスラコイル（原理応用品）1

- Bill Beaty による Nikola Tesla Page, Tesla Coils に多くのリンクおよび写真が紹介されている。
- NIC.FUNET.FI - こちらも多くのテスラコイルの写真・動画など公開されている。
- NIC.FUNET.FI - 上と内容は同じだが、こちらはFTPである。

## テスラコイルの応用

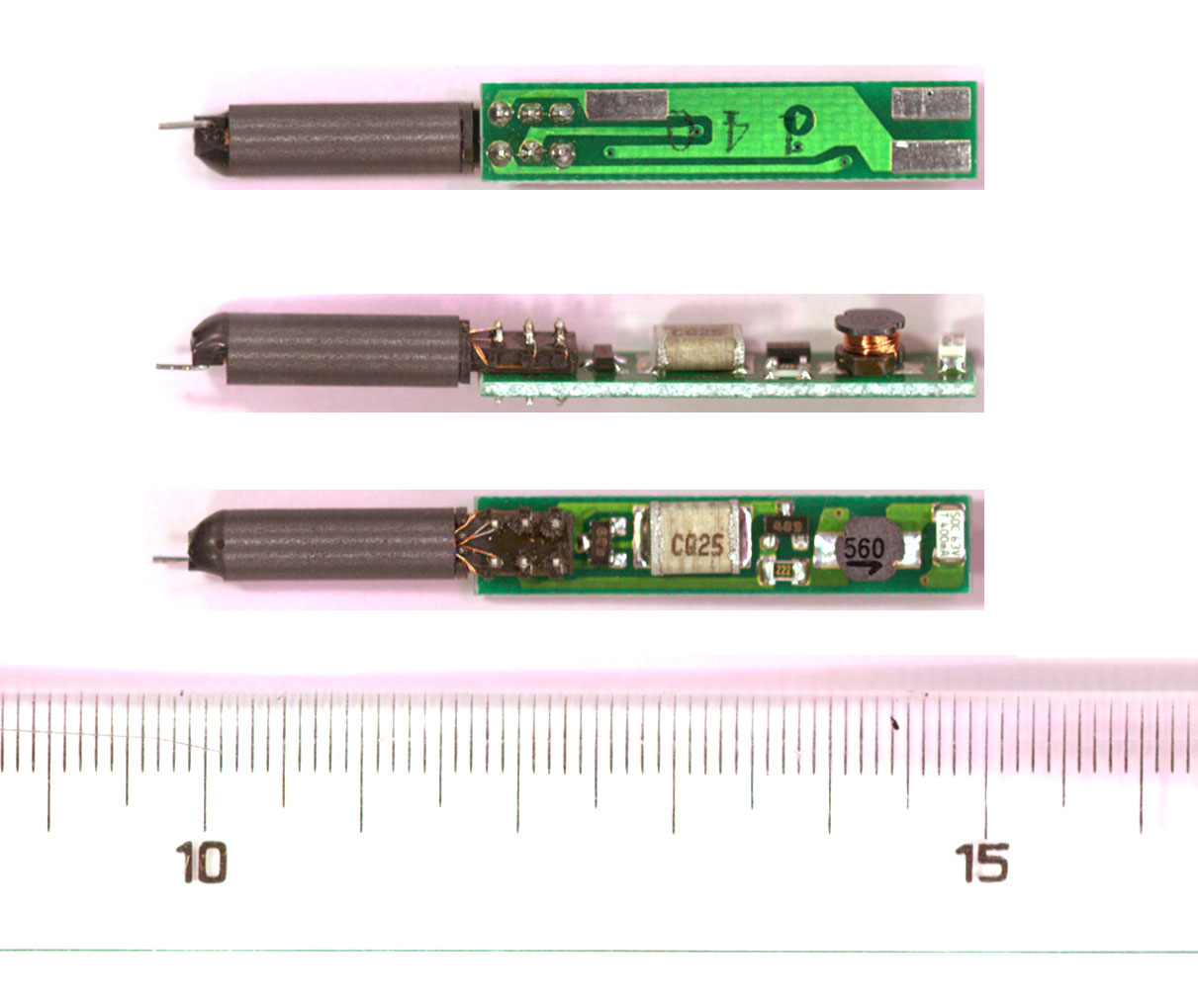
超小型のテスラコイル（原理応用品）2

- 教材として火花放電（コロナ放電）の観察に用いられることがある。
- 現在でも蛍光管の出荷検査の際に検査装置として利用される。
- HIDランプ（CDM, HIQ）の点灯（起動）回路（イグナイター）に応用されている。
- 液晶バックライトに使われている冷陰極管を点灯させるために用いられる冷陰極管インバーターの変圧器はフェライト・コアを用いて小型化を実現したテスラコイルである[7]。
- 一次コイルと二次コイル間の結合が低いにもかかわらず、高い効率で二次コイルに電力が伝送される原理は二次コイルの高い共振Q値に関係しているとされており、電磁界共鳴方式のワイヤレス電力伝送の開発者であるマリン・ソーリャチッチ(Marin Soljačić)やその他の開発者らに多くのヒントを与えているところから、ワイヤレス電力伝送もテスラコイルの原理の一つの応用であると考えても良い。
- また、テスラコイルの出力を改造し楽器として用いられることもあり、2006年よりアメリカのパフォーマンスグループであるArc Attackが「Singing Teslacoil」として披露している。以降、放電音を利用して楽曲を演奏する人々も多く存在する[8][9][10]。楽器となったテスラコイルは「ミュージカル・テスラコイル」としてZeusaphone社より販売されており[11]、2009年よりミュージシャンである平沢進が楽曲演奏に取り入れ[12]、2011年にはミュージシャンであるBjorkが自身の楽曲「Thunderbolt」でミュージカル・テスラコイルを取り入れている。

## 疑似科学との関係
テスラコイルは「UFOの原動力として使われている」等、疑似科学の文脈で頻出する。これは、テスラコイルの作者であるニコラ・テスラが「宇宙人と交信している」等の怪発言を数多く残している事が原因だと思われる。

## 関連する特許

### テスラの特許
- "Electrical Transformer Or Induction Device". アメリカ合衆国特許第 433,702号,August 5,1890[13]
- "Means for Generating Electric Currents, アメリカ合衆国特許第 514,168号, February 6, 1894
- "Electrical Transformer," アメリカ合衆国特許第 593,138号, November 2, 1897
- "Method Of Utilizing Radiant Energy," アメリカ合衆国特許第 685,958号, November 5, 1901
- "Method of Signaling," アメリカ合衆国特許第 723,188号, Mar. 17, 1903
- "System of Signaling," アメリカ合衆国特許第 725,605号, Apr. 14, 1903
- "Apparatus for Transmitting Electrical Energy," Jan. 18, 1902, アメリカ合衆国特許第 1,119,732号, Dec. 1, 1914 (available at アメリカ合衆国特許第 1,119,732号 and tfcbooks' Apparatus for Transmitting Electrical Energy)

### テスラ以外の特許
- J. S. Stone, アメリカ合衆国特許第 714,832号, "Apparatus for amplifying electromagnetic signal-waves". (Filed Jan 23, 1901; Issued Dec 2, 1902)
- A. Nickle, アメリカ合衆国特許第 2,125,804号, "Antenna". (Filed May 25, 1934; Issued Aug 2, 1938)
- William W. Brown, アメリカ合衆国特許第 2,059,186号, "Antenna structure". (Filed May 25, 1934; Issued Oct 27, 1936).
- Robert B. Dome, アメリカ合衆国特許第 2,101,674号, "Antenna". (Filed May 25, 1934; Issued Dec 7, 1937)
- Armstrong, E. H., アメリカ合衆国特許第 1,113,149号, "Wireless receiving system".  1914.
- Armstrong, E. H., アメリカ合衆国特許第 1,342,885号, "Method of receiving high frequency oscillation".  1922.
- Armstrong, E. H., アメリカ合衆国特許第 1,424,065号, "Signalling system".  1922.
- Gerhard Freiherr Du Prel, アメリカ合衆国特許第 1,675,882号, "High frequency circuit". (Filed Aug 11, 1925; Issued Jul 3, 1928)
- Leydorf, G. F., アメリカ合衆国特許第 3,278,937号, "Antenna near field coupling system". 1966.
- Van Voorhies, アメリカ合衆国特許第 6,218,998号, "Toroidal helical antenna"
- Gene Koonce, アメリカ合衆国特許第 6,933,819号, "Multifrequency electro-magnetic field generator". (Filed Oct 29, 2004; Issued Aug 23, 2005)[14]